# Молодіжна збірна Маврикію з футболу
Молодіжна збірна Маврикію з футболу — національна молодіжна футбольна збірна Маврикію, що складається із гравців віком до 20 років. Вважається основним джерелом кадрів для підсилення складу основної збірної Маврикію. Керівництво командою здійснює Футбольна асоціація Маврикію.
Команда має право участі у Молодіжному чемпіонаті Африки, у випадку успішного виступу на якому може кваліфікуватися на молодіжний чемпіонат світу до 20 років. Також може брати участь у товариських і регіональних змаганнях.